# Karim Adiprasito
Karim Alexander Adiprasito (ur. w 1988 w Akwizgranie) – niemiecki matematyk, od 2019 profesor Uniwersytetu Kopenhaskiego. Specjalizuje się w kombinatoryce.

## Życiorys
Adiprasito urodził się w 1988 roku w Akwizgranie, ma korzenie zarówno niemieckie jak i indonezyjskie. W latach 2007–2010 studiował matematykę na Uniwersytecie Technicznym w Dortmundzie (rok spędzając w IIT Bombay). Studia doktoranckie odbył na Wolnym Uniwersytecie Berlińskim, gdzie w 2013 uzyskał doktorat pod kierunkiem Güntera Zieglera (jego rozprawa została nagrodzona uniwersytecką Ernst Reuter Prize). Po pobytach w Institute des Hautes Études Scientifiques, Uniwersytecie Hebrajskim w Jerozolimie i Institute for Advanced Study, w 2015 został zatrudniony na Uniwersytecie Hebrajskim w Jerozolimie. Od 2019 jest profesorem na Uniwersytecie Kopenhaskim.
Na Uniwersytecie Hebrajskim w Jerozolimie był promotorem jednego doktoratu. 
Swoje prace publikował m.in. w „Discrete & Computational Geometry”, „Israel Journal of Mathematics”, „Combinatorica”, „Journal of the European Mathematical Society (JEMS)”, „Mathematische Annalen”, „Publications mathématiques de l'IHÉS” oraz najbardziej prestiżowych czasopismach matematycznych świata: „Annals of Mathematics” i „Inventiones Mathematicae”.
W 2015 otrzymał European Prize in Combinatorics, w 2019 New Horizons in Mathematics Prize, a w 2020 Nagrodę EMS.
W 2016 uzyskał prestiżowy ERC Starting Grant, a w 2022 ERC Consolidator Grant.